# 仲宗根みいこ
仲宗根 みいこ（なかそね みいこ）は、沖縄県那覇市牧志出身の漫画家。
1960年生まれ。高校卒業後上京し、少女まんが誌、4コマ漫画誌に投稿を続ける。1986年、代表作となる『ホテル・ハイビスカス』で講談社コミックオープン大賞を受賞しデビュー。

## 単行本リスト
- ホテル・ハイビスカス（2巻） - 講談社 モーニングKC 谷上みい子名義
- ティダアの島（2巻） - 講談社 パーティーKC 谷上ミーコ名義
- ウチナーンチュ - 潮出版社 希望コミックス 仲宗根ミーコ名義
- ホテル・ハイビスカス（4巻） - ボーダーインク
- ホテル・ハイビスカス 新装版 - 新潮社